# Xarxa Mundial d'Alerta i Resposta davant de Brots Epidèmics
La Xarxa Mundial d'Alerta i Resposta davant de Brots Epidèmics (GOARN, per les seves sigles en anglès) és una xarxa composta d'un gran nombre d'institucions tècniques i públiques, laboratoris, ONG i altres entitats que observen i responen a epidèmies. La GOARN es coordina amb l'Organització Mundial de la Salut (OMS), de la qual depèn i és un dels socis més notables. Els seus objectius són examinar i estudiar malalties, avaluar els riscos que comporten certes malalties i millorar la capacitat de resposta a les malalties a escala internacional.

## Pressupost
La GOARN no rep finançament directe de l'OMS, sinó que la seva feina se sustenta amb les contribucions dels membres i iniciatives de recollides de fons que es duen a terme cada vegada que es produeix un incident rellevant. La Nuclear Threat Initiative proporciona 500.000 $ en forma de fons rotatori perquè la GOARN pugui mobilitzar equips de resposta amb rapidesa. Aquest import, conegut com a Fons Mundial de Resposta a Emergències de l'OMS i l'NTI, ha de ser retornat posteriorment.

## Socis
La GOARN ja té més de 600 socis, incloent-hi institucions de salut pública, xarxes, laboratoris, les Nacions Unides i ONG. Poden esdevenir-ne sòcies les institucions tècniques, xarxes i organitzacions que puguin millorar les capacitats de la GOARN. A través dels seus socis, la GOARN treballa amb una gran varietat de persones especialitzades en salut pública, incloent-hi «metges, infermers, especialistes en control d'infeccions, responsables de logística, especialistes de laboratori, experts en comunicació, antropologia i mobilització social, i professionals de la gestió d'emergències i salut pública, entre d'altres».